# 平井充
平井 充（ひらい みつる、1974年 - ）は、日本の建築家（一級建築士）。
メグロ建築研究所代表取締役。北海道函館市出身。

## 来歴
2004年、工学院大学工学部建築学科卒業。
2006年、工学院大学大学院工学系研究科建築学専攻修士課程修了（初田亨研究室在籍）、同大学院博士課程進学。
2009年、一級建築士事務所「Drawing notes」設立。
2015年、実践女子大学非常勤講師。
2020年、京都工芸繊維大学ヘリテージ・アーキテクト養成講座非常勤講師。

## 建築作品
- 三姉妹の家（2009年、東京都）
- 嵐山カントリークラブクラブハウス保存改修プロジェクト（原設計 天野太郎研究室、2010年 - 現在、埼玉県比企郡嵐山町）
- エン・ハウス（2014年、東京都）
- 寳泉寺客殿庫裏（2015年、東京都）
- カキコミハウス（2016年、東京都）
- 福島県復興公営住宅（白虎団地、2016年、福島県）
- 重箱ハウス（2017年、東京都）
- 人形の家（恋月姫アトリエ、2018年、東京都）
- 扉の家（2018年、神奈川県）
- 棚畑ハウス（2019年、東京都）
- 代々木の渡廊（原設計 清家清、2020年、東京都）
- 高脚楼（2021年、東京都）
- 福山東警察署駅前交番庁舎（2023年、広島県）

## 受賞歴
- 2015年 福島県復興公営住宅（白虎団地） 公募プロポーザル 選定
- 2019年 グッドデザイン賞（重箱ハウス）
- 2019年 DFA Design fo Asia Awards（重箱ハウス）
- 2021年 第30回BELCA賞受賞（ベストリフォーム部門）
- 2021年 福山東警察署駅前交番庁舎新築工事に伴う基本設計及び実施設計委託に係る公募型建築プロポーザル 特定者